# Grallers de la Torre
Els Grallers de la Torre són un grup de grallers creat l'any 1976 a Torredembarra.

## Història
La primera formació dels Grallers de la Torre es crea a Torredembarra l’any 1976, al voltant de la colla castellera Nois de la Torre i impulsada pel graller Eduard Vericat Jané. Amb els anys es va modificant la formació i els seus membres. Després d’un petit parèntesis, el 1992 es crea un nou grup format per dues gralles seques i timbal que en recupera el nom. El 2005 es grup es configura en dues gralles dolces, gralla baixa i timbal.

## Activitats
El desembre del 2016 van estrenar, junt amb la Coral Santa Rosalia de Torredembarra i l’organista Montserrat Miracle, l’obra «Missa Brevis a Santa Rosalia» per a cor mixt, 3 gralles en Bb i orgue, composta per Albert Solé Galí i que interpreten cada any per la Festa Major de Santa Rosalia.
Paral·lelament l’associació participa activament a les festes populars de Torredembarra tant en l’acompanyament musical com en l’organització d’activitats relacionades amb la música i la cultura popular. Formem part de la comissió de protocol de les festes tradicionals de Torredembarra. També son els autors de moltes de les melodies pròpies dels elements del seguici popular torrenc.
Des del 1992 diferents músics han format part dels Grallers de la Torre, com els grallers Jordi Salvadó i Adrià Grandia o els timbalers Joan Salvadó, Francesc Aguilera i Jordi Rovira.
Al llarg dels anys també han creat altres formacions musicals paral·leles com el grup de ball folk La Quadrilla d'en Peroi o la banda de vent amb gralles La Fanfara (activa des del 1996).
Actualment es dediquen a realitzar actuacions tant en solitari com acompanyant balls populars, bestiari o processons. Alguns membres del grup es dediquen també a la recerca, difusió i docència de la música de gralles. Han actuat a les principals festes majors del país (Tarragona, Vilafranca del Penedès, Vilanova i la Geltrú, l’Arboç, El Vendrell, Torredembarra…) acompanyant diversos elements del seguici populars d’aquestes poblacions.

## Publicacions
Han editat els següents llibres:

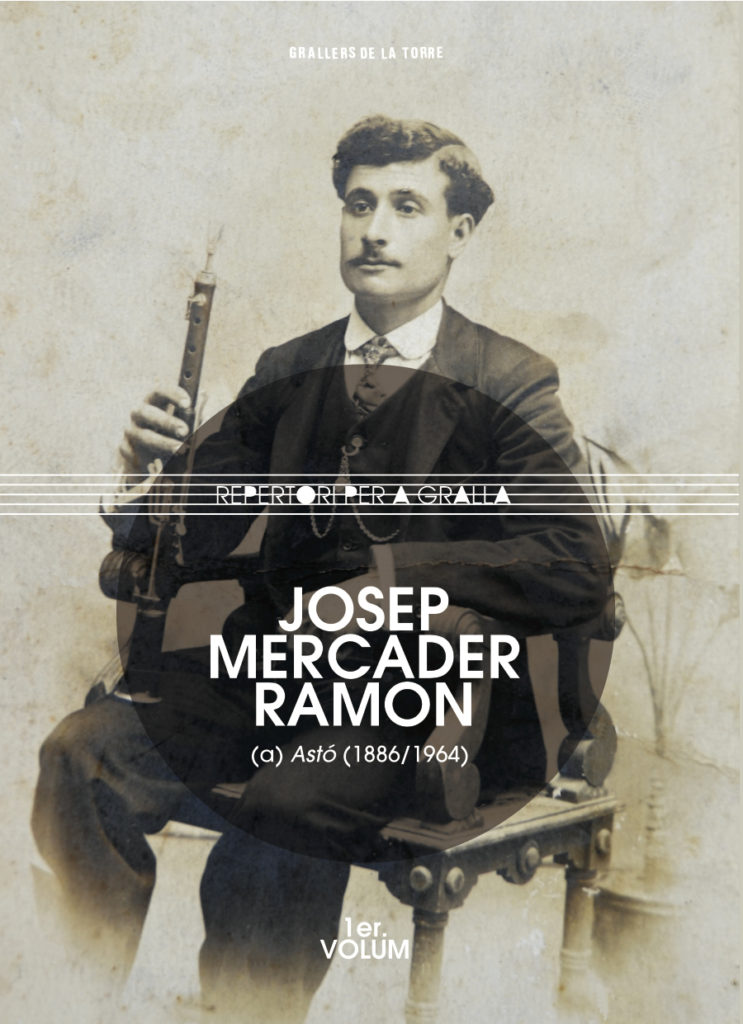
Portada del llibre Josep Mercader Ramon (a) Astó (1886-1964). Repertori per a gralla. 1er volum.

- Josep Mercader Ramon (a) Astó (1886-1964). Repertori per a gralla. Volum 1 (2012) amb textos de Raül Flores, David Morlà i Daniel Vilarrúbias i una selecció de 25 partitures inèdites del repertori d’aquest històric graller vendrellenc.[3]

- Les Músiques de la Festa Major de Santa Rosalia de Torredembarra (2014) que inclou totes les partitures de les músiques que sonen per la festa major arranjades tal com es toquen actualment.[4]

- La gralla a Torredembarra i la tradició musical a la vila (2019), un estudi històric sobre la gralla i la tradició musical a Torredembarra escrit per David Morlà.[2]

## Discografia
Han editat el disc:
- Homenatge a Anton Gras (a) Sagal (2004), una gravació amb diferents músiques relacionades amb el món casteller, amb la participació del timbaler torrenc Anton Gras “Sagal”.

I també hem participat al disc:
- Simfonies i fantasies per a gralla (2018), editat per la Generalitat de Catalunya, interpretant la “Simfonia per a concert a tres gralles” de Salvador Miquel escrita a finals del segle xix. Es pot escoltar aquí.[5]